# Mikulův mlýn
Mikulův mlýn v Mikulůvce v okrese Vsetín je vodní mlýn, který stojí na potoce Mikulůvka. Od roku 1991 je chráněn jako nemovitá kulturní památka České republiky.

## Historie
Mlýn 2. srpna 1886 koupili manželé Josef a Mariana Mikulovi, rolníci z čísla 24 v Oznici. V jejich rodině zůstal až do znárodnění; 22. listopadu 1949 byl zastaven a úředně zaplombován. Díky péči Josefa Mikuly zůstal mlýn ve velmi zachovalém stavu, i když nebyl v provozu.
Roku 1984 jej odkoupil stát jako cennou technickou památku. Ve mlýně je umístěna malá expozice o historii mlynářství.

## Popis
Mlýn tvoří obytná roubená část a novější zděná mlýnice. Součástí areálu jsou také dva kamenné sklípky s dřevěnými nástavbami, které stojí ve svahu severně od mlýna. Voda byla na vodní kolo vedena náhonem.